# Гола правда (фільм, 2020)
«Гола правда» — український художній фільм 2020 року, знятий режисером Олександром Бєляком. Фільм є неофіційним переспівом італійського фільму 2016 року «Ідеальні незнайомці».
Реліз фільму в Україні відбувся 13 лютого 2020 року.

## Сюжет
За сюжетом фільму, восьмеро друзів приїжджають до Одеси на відкриття нового розважального клубу свого приятеля Андрія. У закладі багато кімнат, де можна пограти хоч у Мафію, хоч у Крокодила. Однак головна фішка клубу — Детекторрум із унікальним та надточним детектором брехні. Друзі вирішують грати, при цьому не приховуючи найбільш інтимні таємниці одне одного.
Голос детектора усім одразу нагадує голос Прозорого Гонщика із Ліги сміху, проте, голос одразу попереджає, що Тут він — Дот, штучний розум.

## У ролях
У фільмі знімалися:
| Актор           | Роль   |
| --------------- | ------ |
| Дмитро Ступка   | Андрій |
| Ксенія Мішина   | Віта   |
| Богдан Юсипчук  | Вова   |
| Слава Камінська | Свєта  |
| Андрій Джеджула | Костя  |
| Ольга Арутюнян  | Ксюша  |
| Євген Ламах     | Славко |
| Поліна Василина | Єва    |

## Творча команда
- Режисер: Олександр Бєляк
- Сценарист: Олександр Бєляк
- Оператор-постановник: Вадим Дусьман
- Генеральний продюсер: Олександр Бєляк
- Виконавчий продюсер: Юлія Бєляк
- Помічник продюсера: Ілля Бєляк

## Реліз
Реліз фільму в Україні відбувся 13 лютого 2020 року.

## Скандали

### Неукраїномовні репліки у фільмі
Початково творці зробили голос робо-детектора брехні «Детекторрума» україномовним жіночим, що чутно у першому тізері фільму. Згодом у фінальній версії фільму творці змінили робо-голос детектора брехні «Детекторрума» з україномовного жіночого на російськомовний чоловічий, хоча решта героїв фільму продовжили говорити українською. Зміну робо-голосу режисер стрічки Олександр Бєляк пояснив тим, що нібито не існує україномовних версій TTS систем та тим що використана-у-фільмі російськомовна версія TTS системи є більш «впізнаваною [через] голос робота з ютубівських роликів й саме цей [голос російськомовної TTS системи] застосовувався в [телепрограмі Студії Квартал-95»] «Ліга сміху»" й що голос цієї російськомовної TTS системи «не може говорити українською мовою, [він] перекручує [україномовні] слова».
Це викликало нарікання як глядачів так і експертів Держкіно яким не сподобалася мовна шизофренія стрічки та невиправдане додавання іншомовних реплік у фільм. На початку лютого 2020 року творці фільму надіслали запит до Ради з держпідтримки кінематографії (РДПК) при Держкіно аби отримати статус українського національного фільму, але РДПК висловила заперечення на використання неукраїномовних реплік у фільмі «Гола правда» та відмовилася надавати статус українського національного фільму, який, згідно з Законом України про Кінематографію, мають право отримати лише фільми що мають повністю україномовні репліки або де іншомовні репліки не перевищують 10 % і використання неукраїномовних реплік є художньо виправданим. Згодом творці фільму подали апеляцію на це рішення РДПК, але 10 лютого 2020 року на засіданні РДПК її голова Андрій Дончик залишив у силі попереднє рішення колег про недоцільне використання інших мов у стрічці та про ненадання стрічці статусу українського національного фільму й наказав підготувати відповідну офіційну відповідь творцям на їх апеляцію. Згодом режисер фільму Олександр Бєляк прокоментував відмову РДПК визнати фільм українським через присутність мистецько-невиправданих російськомовних реплік у фільмі, зазначивши що через те що творчі стрічки «залишили [у фільмі] російську мову [голосу робо-детектора брехні „Детекторрума“ їм] через це не дали звання українського національного фільму» та «почався хейт в соцмережах».

## Відгуки кінокритиків
Українські кінокритики відгукнулися про стрічку вкрай негативно. Одним з найбільших нарікань кінокритиків стала мовна шизофренія стрічки, де усі герої говорять українською, окрім російськомовного комп'ютерного детектора брехні. Так кінокритик видання Бюро української кіножурналістики Сергій Васильєв зазначив що йому важко зрозумілими художні причини такого «ексклюзиву» з використанням російськомовного робо-голоса коли решта героїв розмовляють українською, й загалом оцінив стрічку як вторинний плагіат італійської комедії 2016 року «Ідеальні незнайомці» який просто не здатен бути сюжетно-цілісним твором. Погоджується з такою оцінкою й кінокритик видання Варіанти Олександр Ковальчук, який назвав фільм «хохляцькою пародією», у якій детектор брехні «чомусь винятково гаваріт парусскі». Такої ж думки кінокритик видання Geek Journal Тайлер Андерсон, який назвав фільм «одним, великим, жирним що з нього аж капає, мінусом з легким напиленням мікроскопічних плюсиків» й висловив щире здивування навіщо в український фільм було «пхати російську мову».